# Spannzange

Eine Zugspannzange (Typ-W) mit externem Spanngewinde wird durch Drehen des Spannschlüssels in die Aufnahme eingezogen: sie greift eine Welle und lässt sie wieder los.

Eine Spannzange ist ein Spannmittel, um Werkstücke bzw. Werkzeuge mit hoher Genauigkeit schnell und kraftschlüssig aufzuspannen. Spannzangen finden sich an Werkzeugmaschinen, aber auch an handbetätigten Einrichtungen, wie z. B. an mancher Ahle (z. B. der Ahle eines Setzers, die großem Verschleiß ausgesetzt ist und öfter ersetzt werden muss). Auch handbetätigte Fräser, kleine Bohrer, Stichel können mit einer Spannzange in einem Handgriff befestigt sein.
Sie besteht aus einer außen kegelförmigen radial geschlitzten Hülse mit einer runden, mitunter auch quadratischen oder sechseckigen Bohrung definierter Größe.

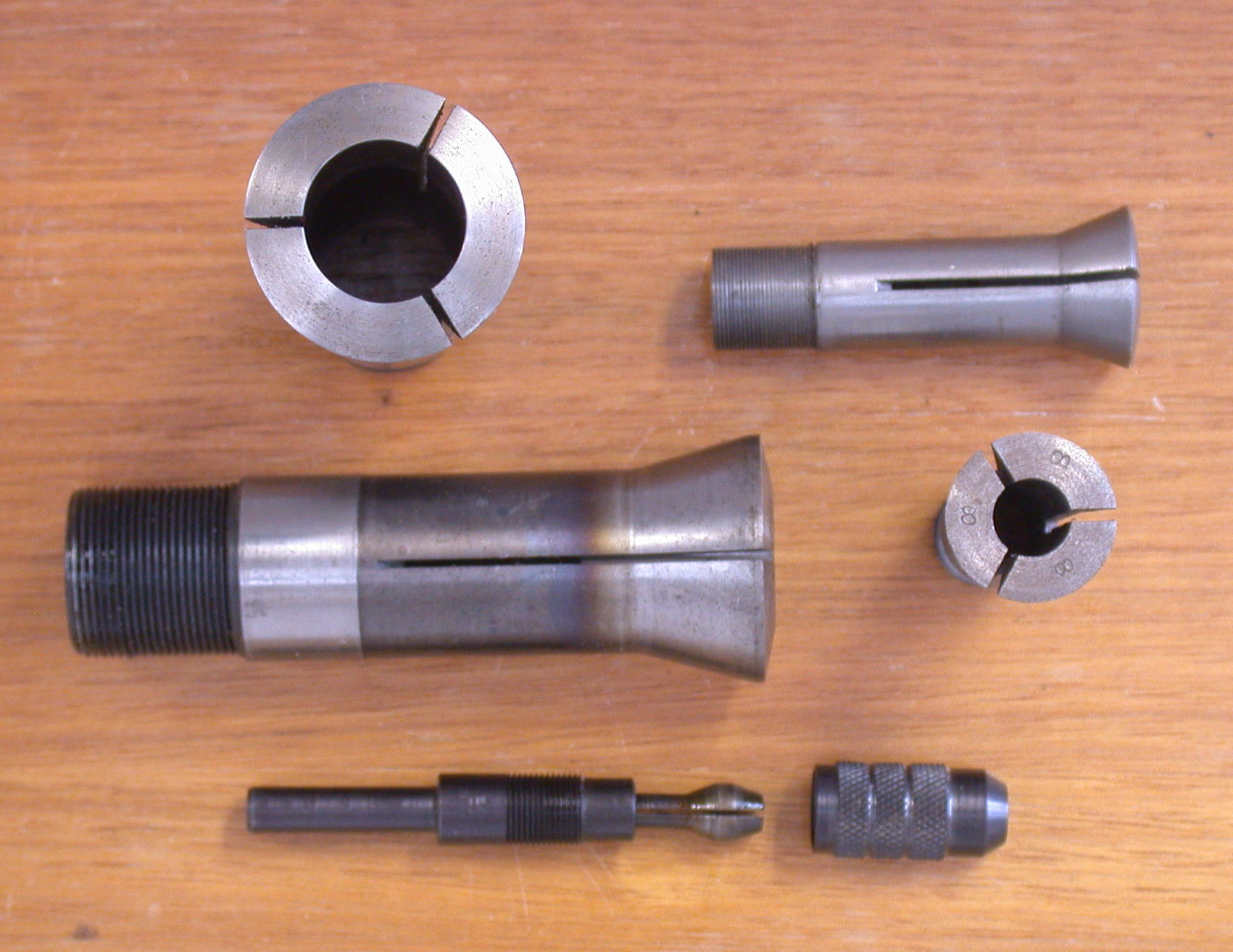
Verschiedene Spannzangen

 Zu einer Spannzange gehört eine Spannzangenaufnahme mit einem zur Spannzange passenden Innenkegel. Gespannt wird durch Anziehen einer Überwurfmutter, mit der die Spannzange in den Innenkegel der Spannzangenaufnahme gedrückt wird. An manchen Maschinen lassen sich Spannzangen mit Morsekegel direkt in der Pinole spannen. Durch die Schlitzung der Spannzange wird die Bohrung in ihrem Innern gleichmäßig zusammengedrückt, wodurch das Werkstück oder Werkzeug kraftschlüssig festgehalten wird. Der Spannbereich einer Spannzange ist sehr gering, dadurch müssen für verschiedene Durchmesser Spannzangen mit entsprechenden Abmessungen vorgehalten werden. 6 mm ist ein gängiger Durchmesser für Kleinwerkzeuge. Im Handel finden sich Größen für 0,2 bis 34 mm.
Die Spannzangenaufnahme ist so gearbeitet, dass sie die verschiedenen Größen von Spannzangen aufnehmen kann. Die Spannzangenaufnahme ist entweder fest in die Arbeitsspindel der Maschine integriert oder wird als Werkzeug in der Werkzeugaufnahme aufgenommen.
Spannzangen spannen blanke oder bearbeitete Teile schnell, fest und genau zentrisch. Sie sind für höchste Drehzahlen geeignet. Dichtende Spannzangen erlauben Kühlmittelzufuhr in das Werkzeug.
Einfachste festmontierte Spannzangen, meist aus Messing, mit 4 Schlitzen, finden sich an Hand-Drillbohrern – spannen einen vierkantigen Bohrer – und Schraubendrehergriff für Wechselklingen mit 2 herausgedrückten Stegen. Miniaturbohr- oder -schleifmaschinen haben entnehmbare, außen konische Spannzangen für unterschiedliche Bohrerschaftdurchmesser bis etwa 3,2 mm.
Auch üblich ist die Benutzung von Messingspannzangen für Drehknöpfe von Potentiometern und Drehschaltern.

Die Firma Hainbuch GmbH aus Marbach brachte 1977 ein patentiertes Verfahren zur Herstellung vulkanisierter Spannelemente auf den Markt. Hierbei werden einzelne Spannbacken durch Heißvulkanisierung zusammengesetzt. Die Spanngeometrie des Spannkopfes kann sowohl rund als auch sechseckig sein. 

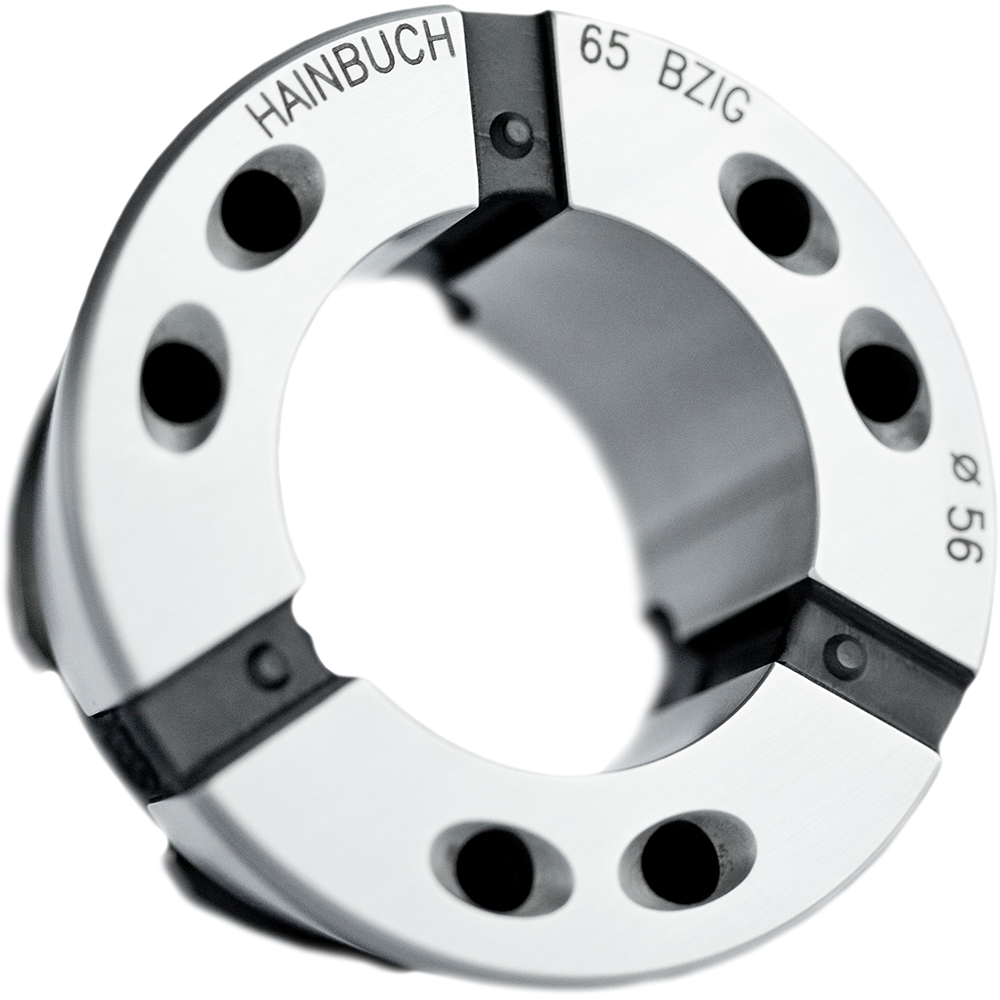
Spannkopf mit runder Spanngeometrie

 Die Kombination aus Einsatzstahl und Gummi ermöglicht die Spannbewegung und hält das Werkstück. Durch die Kombination aus Spannelementen und Gummi muss sich der Spannkopf nicht wie bei einer Spannzange verbiegen. Dadurch spannt der Spannkopf auf der gesamten Spannlänge mit der gleichen Kraft. Spannmittel mit Spannköpfen sind genauer als Backenfutter, da sie nach dem Wechsel nicht ausgedreht werden müssen. Der vulkanisierte Gummi dient auch als Schmutzabdichtung.

## ER-Spannzange

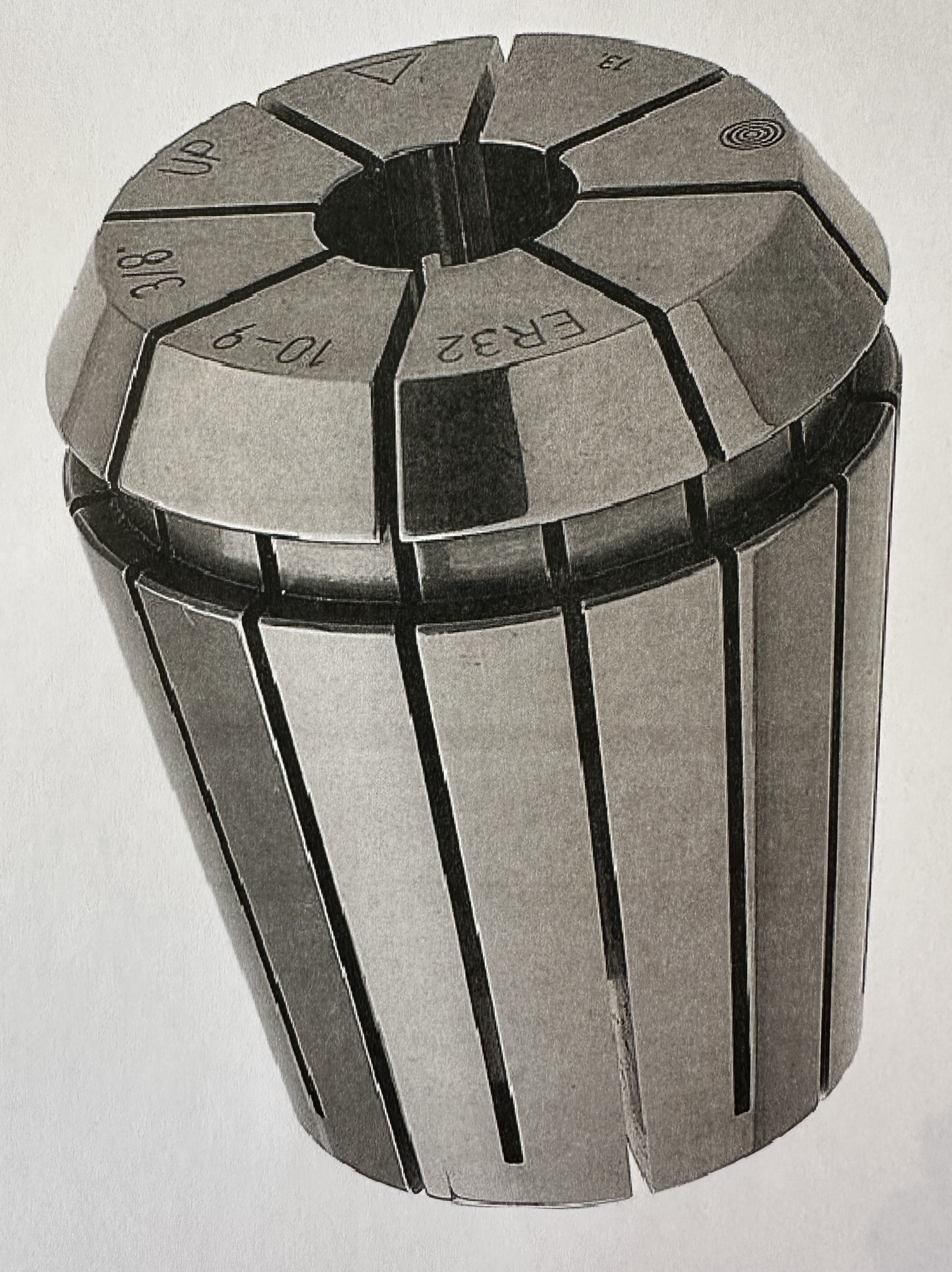
ER-Spannzange

In 1972 entwickelte und patentierte Rego-Fix die ER-Spannzange, welche nach Ablauf des Patentes als DIN 6499 normiert wurde. Das „ER“-Spannzangensystem ist das am weitesten verbreitete Werkzeugspannsystem der Welt und heute bei vielen Herstellern weltweit erhältlich. Die Standardserien sind: ER-8, ER-11, ER-16, ER-20, ER-25, ER-32, ER-40 und ER-50. Der Name „ER“ stammt von einer vorhandenen „E“-Spannzange welche Rego-Fix modifizierte und „R“ für „Rego-Fix“ anfügte.